# 조용필 8집
《조용필 8집》은 1985년 11월 15일에 발매한 지구레코드에서 조용필의 8집 음반이다. 음반의 특징은 조용필의 창작곡이 단 1곡도 없다는 점이다. 그때까지 자신의 창작곡으로 히트곡을 냈던 조용필은 이 음반에서 다른 작곡가의 곡을 노래하며 음악적 변화를 시도하고자 했다. 이 음반은 작사의 중요성에 대한 대중음악계의 인식에 혁명적 전환을 이뤄냈다. 대표곡은 〈허공〉, 〈킬리만자로의 표범〉, 〈그 겨울의 찻집〉 등이 있다.

## 음악적 변화
이 음반의 특징은 조용필의 자작곡이 1곡도 없다는 점이다. 총 11곡 중 김희갑이 작곡한 노래가 5곡으로 가장 많고, 정풍송, 손석우, 김영광, 장욱조, 임석호, 김기표 등 6명의 작곡가가 각각 1곡씩 참여했다. 
이 음반은 수록곡 중 상당수가 공전의 히트를 기록하는 진기록을 세웠다. 이는 당시 음악적인 변화를 꿈꿨던 조용필의 의지 덕분에 가능했던 결과이다. 그때까지 자신의 자작곡으로 히트곡을 냈던 조용필은, 이 음반에서 다른 작곡가의 곡을 노래하며 음악적 변화를 시도했다. 

## 부적합 논란
장문의 대사로 시작하는 〈킬리만자로의 표범〉은 가사가 지나치게 긴 탓에 음반사 실무진에서 "말도 안 되는 노래"라며 난색을 표했다. 조용필도 모질게 연습했지만 "너무 긴 가사 때문에 3~4년간 모니터가 없으면 이 노래를 부르지 못했다"고 토로했다. 
당시 방송계에는 "3분 땡"이라는 속어가 있었다. 대중가요 러닝타임이 3분을 넘으면 방송에 부적격한 노래로 취급한 것을 의미한다. 방송을 자주 타야 인기를 누릴 수 있는 대중가요의 특성상, 5분 20초의 대곡 〈킬리만자로의 표범〉은 당시로서는 파격이었다. 제작사 지구레코드에서도 이 노래의 히트를 기대한 이는 거의 없었다. 실제로 이 노래는 지구레코드의 제작 회의 때 선곡에서 누락될 위기에 처했다. 김희갑과 양인자 부부가 "마지막 트랙에라도 이 곡을 반드시 넣어야 한다"고 고집하는 바람에 실무진과 실랑이가 오갔다고 한다. 

## 수록곡
| #  | 제목                  | 작사   | 작곡   | 재생 시간 |
| -- | --------------------- | ------ | ------ | --------- |
| 1. | 〈허공〉              | 정욱   | 정풍송 | 3:02      |
| 2. | 〈킬리만자로의 표범〉 | 양인자 | 김희갑 | 5:20      |
| 3. | 〈바람이 전하는 말〉  | 양인자 | 김희갑 | 3:20      |
| 4. | 〈그 겨울의 찻집〉    | 양인자 | 김희갑 | 3:25      |
| 5. | 〈벌써 잊었나〉       | 김중순 | 김영광 | 2:33      |
| 6. | 〈사랑의 만가〉       | 손석우 | 손석우 | 2:50      |

| #  | 제목                    | 작사   | 작곡     | 재생 시간 |
| -- | ----------------------- | ------ | -------- | --------- |
| 1. | 〈얄미운 님아〉         | 양인자 | 김희갑   | 3:10      |
| 2. | 〈상처〉                | 장경수 | 장욱조   | 3:17      |
| 3. | 〈내 청춘의 빈잔〉      | 양인자 | 임석호   | 3:38      |
| 4. | 〈내 마음 당신곁으로〉  | 김기표 | 김기표   | 5:00      |
| 5. | 〈내 가슴에 내리는 비〉 | 양인자 | 김희갑   | 3:18      |
| 6. | 〈진짜 사나이〉         |        | 건전가요 | 1:24      |